# Лудвиг Йекелс
Лудвиг Йекелс (на немски: Ludwig Jekels) е австрийски психиатър, пионер в психоанализата.

## Биография
Роден е на 15 август 1867 година в Лемберг (днес Лвов), Украйна. Остава в Лвов до края на второстепенните си изследвания и получава своя бакалауреат през 1885 година. От там отива да учи медицина във Виена и става доктор по медицина през 1892. През 1897 година, след пет години обучение във Виенската университетска болница, той основава института за хидротерапия в Силезия. Заедно с Херман Нунберг още тогава практикуват психоанализа в клиниката. След това работи като психиатър във Варшава. През 1905 се завръща във Виена и започва да се анализира при Зигмунд Фройд.
През 1908 година участва в първия конгрес на Международната психоаналитична асоциация в Залцбург, а 1910 става член на Виенското психоаналитично общество. През 1934 г. заминава за Швеция по идея на Фройд, за да обучи и подкрепи развитието на новосформирана психоаналитична група. През 1937 г. се завръща, а година по-късно заминава за Ню Йорк, където си открива частна практика. Там става член на Нюйорското психоаналитично общество.
Умира на 13 април 1954 година в Ню Йорк на 86-годишна възраст.